# Завод хімії хлору в Палос-де-ла-Фронтера (Уельва)
Завод хімії хлору в Палос-де-ла-Фронтера (Уельва) — виробничий майданчик хімічного спрямування на півдні Іспанії, в промисловій зоні Палос-де-ла-Фронтера, що знаходиться на схід від міста Уельва.
Проект реалізувала компанія Energías e Industrias Aragonesas (EIASA), яка вже володіла двома електролізними заводами на півночі країни — в Сабіньяніго (працював з 1920-х) та в Таррагоні (став до ладу в 1970-му). Майданчик у Палос-де-ла-Фронтера почав роботу в 1973-му і так само використовував електроліз для продукування хлору та каустичної соди. Процес потребував значних витрат електроенергії, якою потужний хімічний кластер Уельви забезпечувала ТЕС Крістобаль Колон. Сировиною виступав хлорид натрію, при цьому вже у 1979-му EIASA ввела в дію власну соляну копальню Одіель.
На момент запуску майданчик в Палос-де-ла-Фронтера міг продукувати 43 тисячі хлору на рік. Крім нього та каустичної соди він виробляв 13 млн м3 водню, а також такі похідні хлору як соляна кислота (13 тисяч тонн на рік) та гіпохлорит натрію (12 тисяч тонн на рік). Крім того, компанія Desarrollo Quimico Industrial, створена на паритетних засадах EIASA та хімічним гігантом DuPont, запустила в Палос-де-ла-Фронтера того ж 1973-го завод хлорометану (12 тисяч тонн на рік). Частина хлору призначалась для експорту до Великої Британії, для чого замовили спеціалізований хімічний танкер «Jose Luis Colas» (поставки з його допомогою тривали до початку 1990-х).
Первісно власник заводу знаходився під контролем Banco Urquijo, допоки в 1988-му EIASA не потрапила під контроль групи Uralita (головний напрямок — промисловість будівельних матеріалів). У 1995-му EIASA перейменували на Grupo de Aragonesas, що стала публічною, а 2005-го придбана компанією Ercros та включена в її основний хімічний підрозділ. У 2015-му Ercros продала завод в Палос-де-ла-Фронтера компанії Electrochemical Onubense (EQO).
Наразі на сайті EQO зазначено, що завод щорічно споживає 50 тисяч тонн хлориду натрію та продукує 100 тисяч тонн різноманітних продуктів. До останніх належать хлор, каустична сода, водень, соляна кислота, гіпохлорит натрію та хлорид заліза.